# Loi stable
 (janvier 2018).
Si vous disposez d'ouvrages ou d'articles de référence ou si vous connaissez des sites web de qualité traitant du thème abordé ici, merci de compléter l'article en donnant les références utiles à sa vérifiabilité et en les liant à la section « Notes et références ».
La loi stable ou loi de Lévy tronquée, nommée d'après le mathématicien Paul Lévy, est une loi de probabilité utilisée en mathématiques, physique et analyse quantitative (finance de marché).

## Variable aléatoire stable réelle

### Définition
On dit qu'une variable aléatoire réelle {\displaystyle X} est de loi stable si elle vérifie l'une des 3 propriétés équivalentes suivantes :
1. Pour tous réels strictement positifs {\displaystyle A} et {\displaystyle B}, il existe un réel strictement positif {\displaystyle C} et un réel {\displaystyle D} tels que les variables aléatoires {\displaystyle AX_{1}+BX_{2}} et {\displaystyle CX+D} aient la même loi, où {\displaystyle X_{1}} et {\displaystyle X_{2}} sont des copies indépendantes de {\displaystyle X}.
2. Pour tout entier {\displaystyle n\geq 2}, il existe une constante strictement positive {\displaystyle C_{n}} et un réel {\displaystyle D_{n}} tels que les variables aléatoires {\displaystyle X_{1}+X_{2}+\dots +X_{n}} et  {\displaystyle C_{n}X+D_{n}} aient la même loi, où  {\displaystyle X_{1},X_{2},\dots ,X_{n}} sont des copies indépendantes de {\displaystyle X}.
3. Il existe des réels {\displaystyle \alpha \in \left]0,2\right]}, {\displaystyle \sigma \geq 0}, {\displaystyle \beta \in [-1,1]} et {\displaystyle \mu \in \mathbb {R} } telles que la fonction caractéristique de {\displaystyle X} vérifie, pour tout {\displaystyle \theta \in \mathbb {R} },

{\displaystyle \mathbb {E} \left[\mathrm {e} ^{\mathrm {i} \theta X}\right]=\left\{{\begin{array}{lc}\exp \left\{-\sigma ^{\alpha }|\theta |^{\alpha }(1-\mathrm {i} \beta (\operatorname {sgn} \theta )\tan {\frac {\pi \alpha }{2}})+\mathrm {i} \mu \theta \right\}&{\text{ si }}\alpha \neq 1,\\\\\exp \left\{-\sigma |\theta |(1+\mathrm {i} \beta {\frac {2}{\pi }}(\operatorname {sgn} \theta )\ln |\sigma \theta |)+\mathrm {i} \mu \theta \right\}&{\text{ si }}\alpha =1,\end{array}}\right.}
où {\displaystyle \operatorname {sgn} {\theta }=\left\{{\begin{array}{lc}1&{\text{ si }}\theta >0,\\0&{\text{ si }}\theta =0,\\-1&{\text{ si }}\theta <0.\end{array}}\right.}
Remarques :
- Les paramètres {\displaystyle \alpha \in \left]0,2\right]}, {\displaystyle \sigma \geq 0}, {\displaystyle \beta \in [-1,1]} et {\displaystyle \mu \in \mathbb {R} } caractérisent la loi de {\displaystyle X}. On écrit alors {\displaystyle X\sim S_{\alpha }(\sigma ,\beta ,\mu )}.
- Le réel {\displaystyle \alpha } dans {\displaystyle \left]0,2\right]} est appelé paramètre de stabilité de {\displaystyle X}.  Le réel positif {\displaystyle \sigma } est appelé paramètre d'échelle de {\displaystyle X}.
- Les coefficients {\displaystyle A}, {\displaystyle B} et {\displaystyle C} sont liés par la relation {\displaystyle C^{\alpha }=A^{\alpha }+B^{\alpha }}.
- Pour tout {\displaystyle n\geq 2}, on a {\displaystyle C_{n}=n^{1/\alpha }}.

On dit qu'une variable aléatoire réelle {\displaystyle X} est {\displaystyle \alpha }-stable si elle est stable et que son paramètre de stabilité est {\displaystyle \alpha }.
- Les lois 2-stables correspondent exactement aux lois normales. Pour ces lois, le paramètre {\displaystyle \beta } n'a aucune influence. Plus précisément, la loi {\displaystyle S_{2}(\sigma ,\beta ,\mu )} correspond à la loi normale {\displaystyle {\mathcal {N}}(\mu ,\sigma ^{2})} de moyenne {\displaystyle \mu } et de variance {\displaystyle \sigma ^{2}}.

### Propriétés des lois stables
- Si {\displaystyle X_{1}\sim S_{\alpha }(\sigma _{1},\beta _{1},\mu _{1})} et {\displaystyle X_{2}\sim S_{\alpha }(\sigma _{2},\beta _{2},\mu _{2})} sont indépendantes, alors {\displaystyle X_{1}+X_{2}\sim S_{\alpha }(\sigma ,\beta ,\mu )} avec

{\displaystyle \sigma =(\sigma _{1}^{\alpha }+\sigma _{2}^{\alpha })^{1/\alpha },\,\beta ={\frac {\beta _{1}\sigma _{1}^{\alpha }+\beta _{2}\sigma _{2}^{\alpha }}{\sigma _{1}^{\alpha }+\sigma _{2}^{\alpha }}},\,{\text{ et }}\mu =\mu _{1}+\mu _{2}.}
- Si {\displaystyle X\sim S_{\alpha }(\sigma ,\beta ,\mu )} et {\displaystyle a\in \mathbb {R} }, alors {\displaystyle X+a\sim S_{\alpha }(\sigma ,\beta ,\mu +a)}.
- Si {\displaystyle X\sim S_{\alpha }(\sigma ,\beta ,\mu )} avec {\displaystyle \alpha \in \left]0,2\right[}, alors

{\displaystyle \left\{{\begin{array}{l}\displaystyle \lim _{\lambda \to +\infty }\lambda ^{\alpha }\mathbb {P} (X>\lambda )=C_{\alpha }{\frac {1+\beta }{2}}\sigma ^{\alpha },\\\displaystyle \lim _{\lambda \to -\infty }\lambda ^{\alpha }\mathbb {P} (X<\lambda )=C_{\alpha }{\frac {1-\beta }{2}}\sigma ^{\alpha },\end{array}}\right.}
où {\displaystyle C_{\alpha }=\left(\int _{0}^{+\infty }x^{-\alpha }\sin x\,\mathrm {d} x\right)^{-1}={\frac {2\Gamma (\alpha )\sin(\pi \alpha /2)}{\pi }}}.
- Si {\displaystyle X\sim S_{\alpha }(\sigma ,\beta ,\mu )} avec {\displaystyle \alpha \in \left]0,2\right[}, alors

{\displaystyle \left\{{\begin{array}{ll}\mathbb {E} [|X|^{p}]<+\infty &{\text{ si }}p\in \left]0,\alpha \right[,\\\mathbb {E} [|X|^{p}]=+\infty &{\text{ si }}p\geq \alpha .\end{array}}\right.}

### Cas symétrique
On dit que {\displaystyle X} est de loi symétrique {\displaystyle \alpha }-stable si {\displaystyle X} est {\displaystyle \alpha }-stable et que les variables aléatoires {\displaystyle X} et {\displaystyle -X} sont identiquement distribuées.
- {\displaystyle X} est de loi symétrique {\displaystyle \alpha }-stable si, et seulement si, {\displaystyle X\sim S_{\alpha }(\sigma ,0,0)}. On note simplement dans ce cas {\displaystyle X\sim S_{\alpha }S(\sigma )}.
- {\displaystyle X} est de loi symétrique {\displaystyle \alpha }-stable si, et seulement si, sa fonction caractéristique vérifie pour tout {\displaystyle \theta \in \mathbb {R} } l'égalité {\displaystyle \mathbb {E} \left[\mathrm {e} ^{\mathrm {i} \theta X}\right]=\mathrm {e} ^{-\sigma ^{\alpha }|\theta |^{\alpha }}}, où {\displaystyle \sigma } est le paramètre d'échelle de {\displaystyle X}.

## Domaine d'attraction d'une loi stable
L'étude des lois stables vient, en fait, de l'étude de la convergence de sommes de variables aléatoires indépendantes et identiquement distribuées (i.i.d) normalisées de manière affine. Les lois stables sont alors les seules lois limites possibles. 

### Domaine d'attraction
Définition — Soit {\displaystyle \nu } une loi de probabilité sur {\displaystyle \mathbb {R} }. Le domaine d'attraction de {\displaystyle \nu }, noté {\displaystyle {\mathcal {D}}(\nu )}, est l'ensemble des lois de probabilité {\displaystyle \rho } sur {\displaystyle \mathbb {R} } telles qu'il existe une suite de variables aléatoires i.i.d {\displaystyle (X_{n})_{n\geq 1}} de loi {\displaystyle \rho }, une suite de réels {\displaystyle (A_{n})_{n\geq 1}} et une suite de réels strictement positifs {\displaystyle (B_{n})_{n\geq 1}} telles que
converge en loi vers {\displaystyle \nu }.
Une loi de probabilité {\displaystyle \nu } sur {\displaystyle \mathbb {R} } est dite dégénérée si elle et tout son poids sur un point, autrement dit, s'il existe {\displaystyle x\in \mathbb {R} } tel que {\displaystyle \nu (\{x\})=1}. Les lois dégénérées sont toutes stables. Une loi stable est dégénérée si et seulement si son paramètre {\displaystyle \sigma } est nul.
Deux lois de probabilités {\displaystyle \nu } et {\displaystyle \nu '} sur {\displaystyle \mathbb {R} } sont dites de même type si on peut passer de l'une à l'autre par une transformation affine, autrement dit, s'il existe {\displaystyle a\in \mathbb {R} } et {\displaystyle b>0} tels que pour tout {\displaystyle x\in \mathbb {R} }, {\displaystyle \nu (\left]-\infty ,x\right])=\nu '(\left]-\infty ,bx+a\right])}. Cela revient encore à dire que, pour toute variable aléatoire {\displaystyle X\sim \nu } on a que {\displaystyle (bX+a)\sim \nu '}. Avoir le même type définit une relation d'équivalence et si deux lois ont le même type alors la stabilité de l'une implique celle de l'autre. Plus précisément si {\displaystyle X\sim S_{\alpha }(\sigma ,\beta ,\mu )} et si {\displaystyle Y=bX+a} avec {\displaystyle a\in \mathbb {R} } et {\displaystyle b>0}, alors {\displaystyle Y\sim S_{\alpha }(\sigma b,\beta ,b\mu +a)}. Deux lois stables non dégénérées ont le même type si et seulement si elles partagent les mêmes paramètres {\displaystyle \alpha <2} et {\displaystyle \beta } ou si elles sont toutes les deux 2-stables (normales). Toutes les lois dégénérées ont le même type.
Propriétés — Soit {\displaystyle \nu } et {\displaystyle \nu '} deux lois de probabilité sur {\displaystyle \mathbb {R} }.
1. La loi {\displaystyle \nu } est dégénérée si et seulement si son domaine d'attraction contient toutes les mesures de probabilité sur {\displaystyle \mathbb {R} }.
2. Le domaine d'attraction de {\displaystyle \nu } est non vide si et seulement si {\displaystyle \nu } est une loi stable.
3. Si {\displaystyle \nu } est stable, alors elle appartient à son propre domaine d'attraction.
4. Si les lois {\displaystyle \nu } et {\displaystyle \nu '} sont de même type, alors elles ont le même domaine d'attraction.
5. Si les lois {\displaystyle \nu } et {\displaystyle \nu '} sont non dégénérées et, respectivement, {\displaystyle \alpha }-stable et {\displaystyle \alpha '}-stable avec {\displaystyle \alpha \neq \alpha '} alors leurs domaines d'attraction sont disjoints.

Théorème — Soit {\displaystyle \rho } une loi de probabilité sur {\displaystyle \mathbb {R} } non dégénérée et {\displaystyle X\sim \rho }. Alors {\displaystyle \rho } appartient au domaine d'attraction d'une loi 2-stable (c'est-à-dire d'une loi normale) non dégénérée si et seulement si
À noter que si {\displaystyle X} a une variance finie, alors la condition du théorème est automatiquement vérifiée et on retrouve presque la conclusion du théorème central limite. Ce qui empêche de retrouver exactement le théorème central limite est que le théorème ci-dessus ne donne pas de suites {\displaystyle (A_{n})_{n\geq 1}} et {\displaystyle (B_{n})_{n\geq 1}} pour lesquels la convergence peut s'obtenir ni les paramètres {\displaystyle \mu } et {\displaystyle \sigma } de la loi normale limite associée. Le théorème central limite informe qu'en prenant {\displaystyle A_{n}=0} et {\displaystyle B_{n}={\sqrt {n}}} il y a convergence en loi vers la loi normale {\displaystyle {\mathcal {N}}(\mu ,\sigma ^{2})} où {\displaystyle \mu :=\mathbb {E} [X]} et {\displaystyle \sigma ^{2}:=\mathrm {Var} (X)}.

Ce théorème peut s'appliquer à des lois de variance infinie. Par exemple si {\displaystyle X} suit la loi de Pareto suivante : {\displaystyle \mathbb {P} (X>x)=x^{-3}} pour tout {\displaystyle x\geq 1}, alors la condition du théorème est satisfaite, pourtant {\displaystyle X} n'a pas une variance finie. Dans cet exemple précis, il est possible de trouver des suites {\displaystyle (A_{n})_{n\geq 1}} et {\displaystyle (B_{n})_{n\geq 1}} convenables pour que la convergence se fasse grâce au théorème suivant.
Théorème — Soit {\displaystyle \rho } une loi de probabilité sur {\displaystyle \mathbb {R} } dont la fonction de répartition est notée {\displaystyle F}. Soit une suite de variables aléatoires i.i.d {\displaystyle (X_{n})_{n\geq 1}} de loi {\displaystyle \rho }. Supposons que
où {\displaystyle a\geq 2} et {\displaystyle c_{1},c_{2}\in \mathbb {R} } sont des constantes. Alors la convergence
a lieu en loi quand {\displaystyle n\to +\infty }, où {\displaystyle {\mathcal {N}}(0,1)} désigne la loi normale centrée réduite, {\displaystyle A_{n}=n\mathbb {E} [X_{1}]} et 
A noter que si {\displaystyle a>2} dans le théorème précédent, alors la variance de {\displaystyle X_{1}} est finie et on retrouve exactement le théorème central limite. L'intérêt du théorème précédent par rapport au théorème central limite est donc l'étude du cas {\displaystyle a=2}.
Théorème — Soit {\displaystyle \rho } une loi de probabilité sur {\displaystyle \mathbb {R} } dont la fonction de répartition est notée {\displaystyle F} et {\displaystyle X\sim \rho }. Soit {\displaystyle \alpha \in \left]0,2\right[}. Alors {\displaystyle \rho } appartient au domaine d'attraction d'une loi {\displaystyle \alpha }-stable non dégénérée si, et seulement si, il existe des constantes {\displaystyle c_{1}\geq 0} et {\displaystyle c_{2}\geq 0} telles que {\displaystyle c_{1}+c_{2}>0},
et
De plus, si ces conditions sont vérifiées, la convergence
a lieu en loi quand {\displaystyle n\to +\infty }, où 

## Vecteur aléatoire stable et variable aléatoire stable complexe

### Vecteur aléatoire stable
On dit qu'un vecteur aléatoire {\displaystyle X=(X_{1},\dots ,X_{d})} de {\displaystyle \mathbb {R} ^{d}} est de loi stable s'il vérifie une des 2 propriétés  équivalentes suivantes :
1. Pour tous réels strictement positifs {\displaystyle A} et {\displaystyle B}, il existe un réel strictement positif {\displaystyle C} et un vecteur {\displaystyle D} de {\displaystyle \mathbb {R} ^{d}} tels que les vecteurs aléatoires {\displaystyle AX^{(1)}+BX^{(2)}} et {\displaystyle CX+D} aient la même loi, où {\displaystyle X^{(1)}} et {\displaystyle X^{(2)}} sont des copies indépendantes de {\displaystyle X}.
2. Il existe une mesure finie {\displaystyle \Gamma } sur la sphère {\displaystyle S_{d}} de {\displaystyle \mathbb {R} ^{d}} et un vecteur {\displaystyle \mu ^{0}\in \mathbb {R} ^{d}} tels que la fonction caractéristique de {\displaystyle X} vérifie, pour tout {\displaystyle (\theta _{1},\dots ,\theta _{d})\in \mathbb {R} ^{d}},

{\displaystyle \mathbb {E} \left[\exp \left(\mathrm {i} \sum _{l=1}^{d}\theta _{l}X_{l}\right)\right]=\left\{{\begin{array}{lc}\exp \left\{-\int _{S_{d}}\vert \!\langle \theta ,s\rangle \!\vert ^{\alpha }\left(1-\mathrm {i} \operatorname {sgn}(\!\langle \theta ,s\rangle \!)\tan {\frac {\pi \alpha }{2}})\right)\Gamma (\mathrm {d} s)+\mathrm {i} (\theta ,\mu ^{0})\right\}&{\text{ si }}\alpha \neq 1,\\\\\exp \left\{-\int _{S_{d}}\vert \!\langle \theta ,s\rangle \!\vert \left(1+\mathrm {i} {\frac {2}{\pi }}\operatorname {sgn}(\!\langle \theta ,s\rangle \!)\ln |\!\langle \theta ,s\rangle \!|\right)\Gamma (\mathrm {d} s)+\mathrm {i} (\theta ,\mu ^{0})\right\}&{\text{ si }}\alpha =1,\end{array}}\right.}
où {\displaystyle \langle \cdot ,\cdot \rangle } est le produit scalaire classique sur {\displaystyle \mathbb {R} ^{d}}.
Remarques :
- La paire {\displaystyle (\Gamma ,\mu ^{0})} est unique.
- Le réel {\displaystyle \alpha } est appelé paramètre de stabilité de {\displaystyle X}.
- Les coefficients {\displaystyle A}, {\displaystyle B} et {\displaystyle C} sont liés par la relation {\displaystyle C^{\alpha }=A^{\alpha }+B^{\alpha }}.
- On dit que {\displaystyle X} est de loi symétrique {\displaystyle \alpha }-stable si {\displaystyle X} est  {\displaystyle \alpha }-stable et que les variables aléatoires {\displaystyle X} et {\displaystyle -X} sont identiquement distribuées. Dans ce cas, sa fonction caractéristique est donnée, pour tout {\displaystyle (\theta _{1},\dots ,\theta _{d})\in \mathbb {R} ^{d}}, par {\displaystyle \mathbb {E} \left[\exp \left(\mathrm {i} \sum _{l=1}^{d}\theta _{l}X_{l}\right)\right]=\exp \left\{-\int _{S_{d}}|\!\langle \theta ,s\rangle \!|^{\alpha }\Gamma (\mathrm {d} s)\right\}}.

### Propriétés des vecteurs aléatoires stables
- Si {\displaystyle X=(X_{1},\dots ,X_{d})} est un vecteur {\displaystyle \alpha }-stable, alors, pour tous réels {\displaystyle b_{1},\dots ,b_{d}}, la variable aléatoire réelle {\displaystyle \sum _{l=1}^{d}b_{l}X_{l}} est {\displaystyle \alpha }-stable.
- Si {\displaystyle \alpha \in [1,2]} et, pour tous réels {\displaystyle b_{1},\dots ,b_{d}}, la variable aléatoire réelle {\displaystyle \sum _{l=1}^{d}b_{l}X_{l}} est {\displaystyle \alpha }-stable, alors le vecteur {\displaystyle X=(X_{1},\dots ,X_{d})} est  {\displaystyle \alpha }-stable.
- Si, pour tous réels {\displaystyle b_{1},\dots ,b_{d}}, la variable aléatoire réelle {\displaystyle \sum _{l=1}^{d}b_{l}X_{l}} est symétrique {\displaystyle \alpha }-stable, alors le vecteur {\displaystyle X=(X_{1},\dots ,X_{d})} est symétrique {\displaystyle \alpha }-stable.

### Variable aléatoire stable complexe
On dit qu'une variable aléatoire complexe {\displaystyle Z=X+\mathrm {i} Y} est de loi {\displaystyle \alpha }-stable, si le vecteur {\displaystyle (X,Y)} de {\displaystyle \mathbb {R} ^{2}} est {\displaystyle \alpha }-stable.
On dit de plus que la loi de {\displaystyle Z} est isotrope si, pour tout {\displaystyle \phi \in [0,2\pi [}, les variables aléatoires {\displaystyle \mathrm {e} ^{\mathrm {i} \phi }Z} et {\displaystyle Z} sont identiquement distribuées. Dans ce cas, sa fonction caractéristique vérifie, pour tous complexes {\displaystyle \theta =\theta _{1}+\mathrm {i} \theta _{2}}, {\displaystyle \mathbb {E} \left[\mathrm {e} ^{\mathrm {i} (\theta _{1}X_{1}+\theta _{1}X_{1})}\right]=\mathrm {e} ^{-\sigma ^{\alpha }|\theta |^{\alpha }}}, où {\displaystyle \sigma } est un réel positif appelé paramètre d'échelle de {\displaystyle Z}.

## Représentation en série de LePage

### Cas symétrique réel
Soit {\displaystyle \alpha \in \left]0,2\right[}.  On pose {\displaystyle a(\alpha )=\left(\int _{0}^{+\infty }x^{-\alpha }\sin(x)\,\mathrm {d} x\right)^{-1/\alpha }}. Soit {\displaystyle \{\Gamma _{m}:m\in \mathbb {N} \}} et {\displaystyle \{Z_{m}:m\in \mathbb {N} \}} deux processus mutuellement indépendants de variables aléatoires définis sur le même espace de probabilité {\displaystyle (\Omega ,{\mathcal {G}},\mathbb {P} )} satisfaisant aux propriétés suivantes :
1. Les {\displaystyle \Gamma _{m}}, {\displaystyle m\in \mathbb {N} }, sont les temps d'arrivée d'un processus de Poisson d'intensité 1 ; c'est-à-dire, pour tous {\displaystyle m\in \mathbb {N} }, on a {\displaystyle \Gamma _{m}=\sum _{n=1}^{m}\nu _{n}}, où {\displaystyle (\nu _{n})_{n\in \mathbb {N} }} est une suite de variables aléatoires exponentielles de paramètre 1 indépendantes.
2. Les {\displaystyle Z_{m}}, {\displaystyle m\in \mathbb {N} } sont des variables aléatoires réelles, symétriques, indépendantes, identiquement distribuées et vérifiant {\displaystyle \mathbb {E} [|Z_{m}|^{\alpha }]<+\infty }.

Alors la série {\displaystyle \sum _{m=1}^{+\infty }Z_{m}\Gamma _{m}^{-1/\alpha }} converge presque sûrement. De plus, elle est de loi symétrique {\displaystyle \alpha }-stable et son paramètre d'échelle {\displaystyle \sigma } vérifie {\displaystyle \sigma =a(\alpha )^{-1}\left(\mathbb {E} [|Z_{1}|^{\alpha }]\right)^{1/\alpha }}.

### Cas isotrope complexe
Soit {\displaystyle \alpha \in \left]0,2\right[}.  On pose {\displaystyle a(\alpha )=\left(\int _{0}^{+\infty }x^{-\alpha }\sin(x)\,\mathrm {d} x\right)^{-1/\alpha }}. Soit {\displaystyle \{\Gamma _{m}:m\in \mathbb {N} \}} et {\displaystyle \{Z_{m}:m\in \mathbb {N} \}} deux processus mutuellement indépendants de variables aléatoires définis sur le même espace de probabilité {\displaystyle (\Omega ,{\mathcal {G}},\mathbb {P} )} satisfaisant aux propriétés suivantes :
1. Les {\displaystyle \Gamma _{m}}, {\displaystyle m\in \mathbb {N} }, sont les temps d'arrivée d'un processus de Poisson d'intensité 1.
2. Les {\displaystyle Z_{m}}, {\displaystyle m\in \mathbb {N} }, sont des variables aléatoires complexes, isotropes, indépendantes, identiquement distribuées et vérifiant {\displaystyle \mathbb {E} [|{\text{Re}}(Z_{m})|^{\alpha }]<+\infty }, où {\displaystyle {\text{Re}}(Z_{m})} désigne la partie réelle de {\displaystyle Z_{m}}.

Alors la série {\displaystyle \sum _{m=1}^{+\infty }Z_{m}\Gamma _{m}^{-1/\alpha }} converge presque sûrement. De plus, elle est de loi isotrope {\displaystyle \alpha }-stable et son paramètre d'échelle {\displaystyle \sigma } vérifie {\displaystyle \sigma =a(\alpha )^{-1}\left(\mathbb {E} [|{{\text{Re}}(Z_{1})|}^{\alpha }]\right)^{1/\alpha }}.

## Liens avec d'autres lois
Elle a pour cas particuliers :
- La loi de Lévy (paramètres α=1/2 et beta=1), définie par une formule analytique explicite.
- La loi normale (paramètre α=2), définie par une formule analytique explicite.
- La loi de Cauchy (paramètre α=1), définie par une formule analytique explicite.

Gnedenko et Kolmogorov ont établi une généralisation du théorème central limite selon laquelle la somme de variables aléatoires ayant des queues de loi décroissantes selon 1/|x|α+1 avec 0 < α < 2 (ayant donc une variance infinie) tend vers une loi stable de paramètre α.